# 사카슈촌
사카슈촌(坂州村)은 도쿠시마현 나카군에 있된 촌이다. 

## 역사
- 1889년 10월 1일 - 정촌제 시행에 수반해 6촌의 구역으로 사카슈키토촌이 성립하였다.
- 1943년 11월 1일 - 사카슈키토촌이 사카슈촌으로 개칭되었다.
- 1955년 4월 10일 - 사와다니촌과 합병해 가사와촌이 성립, 동일 사카슈촌은 폐지되었다.

## 참고문헌
- 角川日本地名大辞典 36 徳島県